# Alaemon
Alaemon là một chi chim trong họ Alaudidae.

## Từ nguyên học
Tên gọi Alaemon bắt nguồn từ tiếng Hy Lạp alēmōn nghĩa là "kẻ lang thang" (từ alaomai nghĩa là "lang thang"). Chi này được Alexander Keyserling và Johann Heinrich Blasius thiết lập năm 1840.

## Các loài
Bao gồm 2 loài:
- Alaemon alaudipes: Từ quần đảo Cape Verde ngang qua phần lớn miền bắc châu Phi, qua bán đảo Arab, Syria, Afghanistan, Pakistan tới Ấn Độ.
- Alaemon hamertoni: Có ở Somali.